# The Hermetic Organ
The Hermetic Organ je koncertní album Johna Zorna. Album vyšlo v červnu 2012 pod značkou Tzadik Records.

## Seznam skladeb
Autorem všech skladeb je John Zorn.
| Pořadí | Název                                                                                               | Délka |
| ------ | --------------------------------------------------------------------------------------------------- | ----- |
| 1.     | Office Nr 4“ 1. „Introit“ 2. „Benediction“ 3. „Offertory“ 4. „Elevation“ 5. „Communion“ 6. „Descent | 36:25 |

## Obsazení
- John Zorn – varhany